# 하시모토역 (교토부)
하시모토역(일본어: 橋本駅)은 일본 교토부 야와타시에 위치한 게이한 전기철도 게이한 본선의 역이다. 역 번호는 KH25이다.

## 역 구조
상대식 승강장 2면 2선의 지상역이다. 개찰구는 승강장마다 분리되어 있으므로 개찰구 내에서 상하행선 승강장 간 이동은 불가능하다(개찰 외에 건널목이 있다). 또, 개찰구는 상하행선 모두 승강장의 구즈하 방향에 있다. 이른 아침과 심야에는 무인 운영이 되기 때문에 자동 개찰기 도입 전까지 해당 시간대에는 차장이 집찰하고 있었다.

### 승강장
| 번호 | 노선          | 방향 | 행선                                               |
| ---- | ------------- | ---- | -------------------------------------------------- |
| 1    | ■ 게이한 본선 | 상행 | 주쇼지마・산조・데마치야나기 방면                  |
| 2    | ■ 게이한 본선 | 하행 | 히라카타시・교바시・요도야바시・나카노시마 선 방면 |

- 두 승강장의 유효 길이는 8량 편성이다. 단, 현재 운행표로 8량 편성이 정차하는 것은 심야의 요도 행 준급행의 일부(평일 2개, 주말 1개)와 주말 밤 요도야바시 행 준급행 1개 뿐이다.

## 이용 현황
| 연도   | 특정일 | 특정일    | 1일평균 승차인원 |
| 연도   | 조사일 | 하차 인원 | 1일평균 승차인원 |
| ------ | ------ | --------- | ---------------- |
| 1990년 | 11/6   | 5,982     |                  |
| 1992년 | 11/10  | 6,337     |                  |
| 1995년 | 11/21  | 6,282     |                  |
| 1998년 | 11/10  | 6,037     |                  |
| 2000년 | 11/7   | 5,764     |                  |
| 2002년 | 12/10  | 5,643     |                  |
| 2003년 | 10/28  | 5,702     |                  |
| 2004년 | 11/9   | 5,849     |                  |
| 2005년 | 11/8   | 5,844     |                  |
| 2006년 | 11/8   | 5,656     | 3,115            |
| 2007년 | 11/7   | 5,879     | 3,077            |
| 2008년 | 11/11  | 5,973     | 3,299            |
| 2009년 | 11/10  | 5,627     | 3,148            |
| 2010년 | 11/9   | 5,884     | 3,175            |
| 2011년 | 11/1   | 5,988     | 3,230            |
| 2012년 | 10/31  | 5,911     | 3,219            |
| 2013년 | 11/12  | 5,847     |                  |
| 2014년 | 11/11  | 5,889     |                  |
| 2015년 | 11/10  | 5,794     |                  |

## 역 주변
- 주택지(하시모토 기보우가오카)
- 오토코야마 단지
- 야와타 하시모토 우체국
- 하시모토 파출소
- 하시모토 공민관
- 가리오샤
- 아라카시 공원
- 와케 신사(아다치 절터)
- 하시모토 통문
- 게이한 전기철도 하시모토 변전소

## 사진

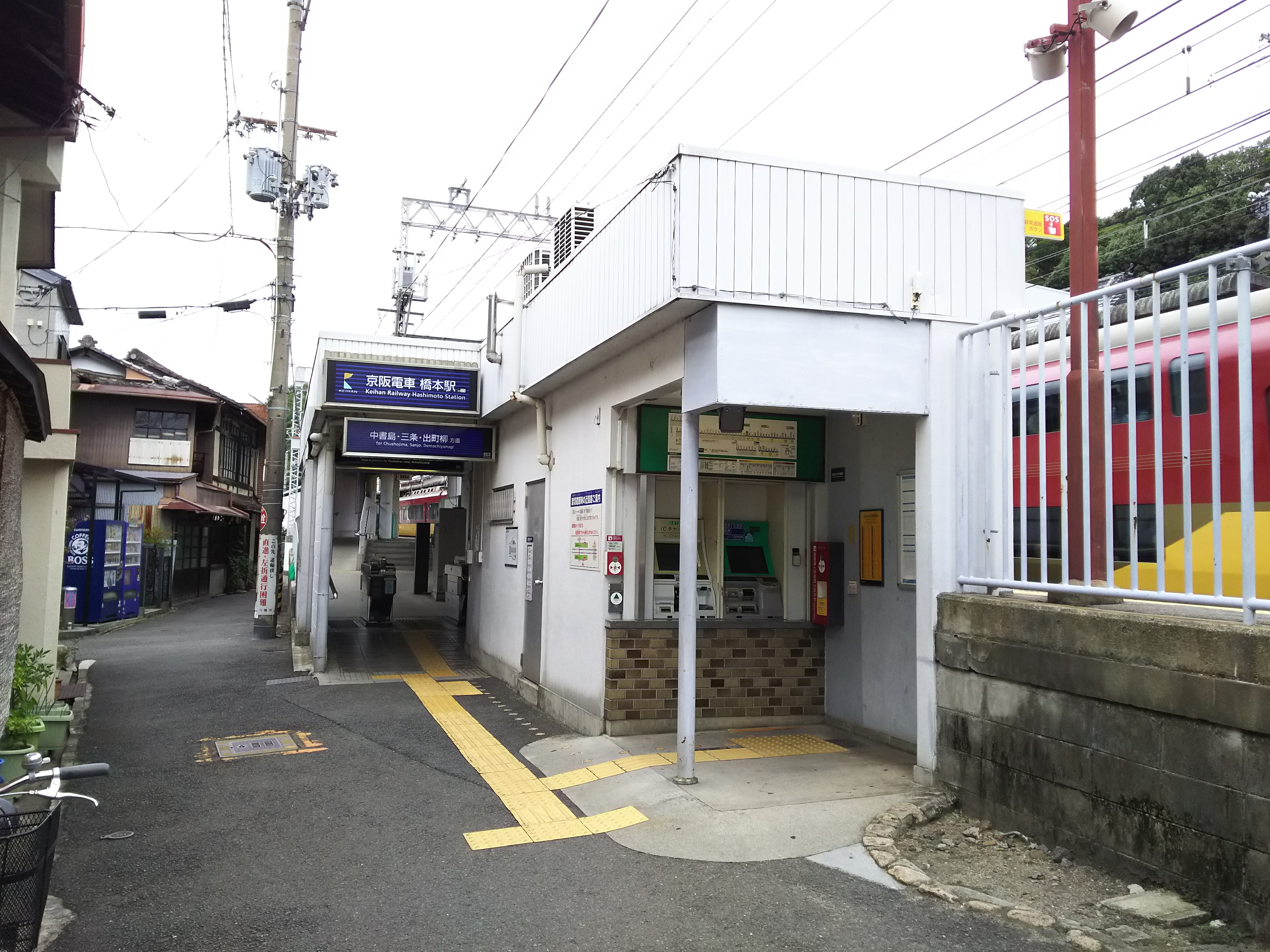
데마치야나기 방면 개찰구
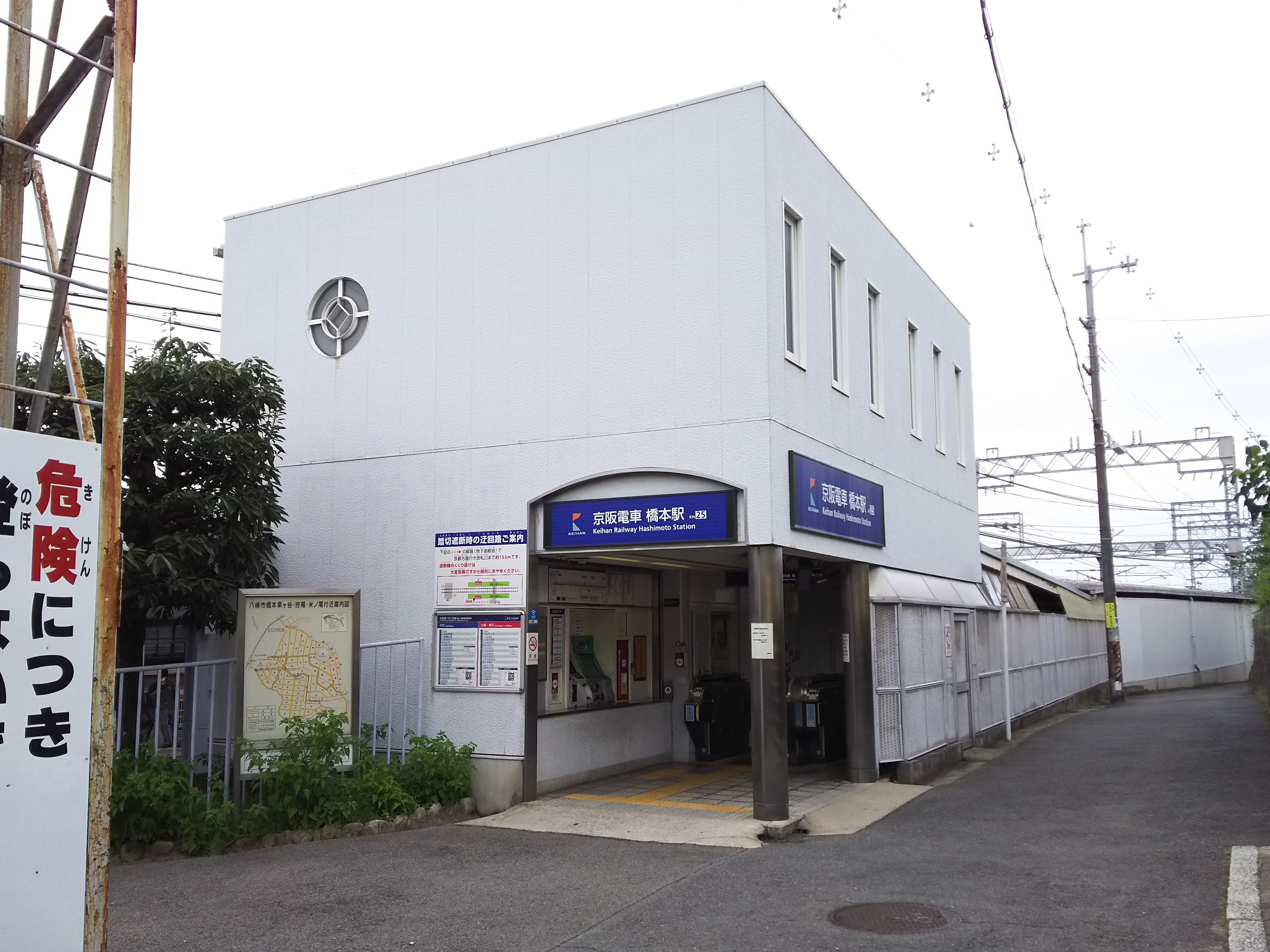
오사카 방면 개찰구

## 인접역
| 게이한 전기철도 ■ 게이한 본선 | 게이한 전기철도 ■ 게이한 본선                  | 게이한 전기철도 ■ 게이한 본선             |
| ----------------------------- | ---------------------------------------------- | ----------------------------------------- |
| KH24 구즈하 요도야바시 방면   | ■ 통근 준특급 (평일 하행 운전) ■ 준특급 ■ 보통 | 이와시미즈하치만구 KH26 데마치야나기 방면 |